# 가은읍
가은읍(加恩邑)은 1973년 7월 1일에 가은면과 상주시 이안면 저음리가 합쳐져서 읍으로 승격된 곳으로 문경 탄전의 중심인 광산 취락이다. 시내의 명승고적으로는 조령관문이 있는데, 옛날에는 한양을 내왕하는 유일한 길이었다. 또, 마성면 고모산성 아래 진남교반은 경북팔경의 하나로 조령, 속리 계류가 합류하는 곳이며, 절벽과 청류, 그리고 온갖 산꽃들로 절경을 이룬 명승지이다. 이 밖에 운달산의 금룡사, 사불산의 대승사, 봉암사 등이 있는데, 봉암사에는 보물로 지정된 탑비가 많이 있다.

## 행정 구역
| 법정리 | 한자명 | 행정리                    | 비고                   |
| ------ | ------ | ------------------------- | ---------------------- |
| 갈전리 | 葛田里 | 갈전1리, 갈전2리, 갈전3리 |                        |
| 민지리 | 泯池里 | 민지1리, 민지2리          |                        |
| 상괴리 | 上槐里 | 상괴1리, 상괴2리          |                        |
| 성유리 | 城踰里 | 성유1리, 성유2리          |                        |
| 성저리 | 城底里 | 성저1리, 성저2리          |                        |
| 수예리 | 水曳里 | 수예리                    |                        |
| 완장리 | 完章里 | 완장1리, 완장2리          |                        |
| 왕능리 | 旺陵里 | 왕능1리, 왕능2리, 왕능3리 | 읍 행정복지센터 소재지 |
| 원북리 | 院北里 | 원북1리, 원북2리          |                        |
| 작천리 | 鵲泉里 | 작천1리, 작천2리          |                        |
| 저음리 | 猪音里 | 저음리                    |                        |
| 전곡리 | 前谷里 | 전곡1리, 전곡2리, 전곡3리 |                        |
| 죽문리 | 竹門里 | 죽문1리, 죽문2리          |                        |
| 하괴리 | 下槐里 | 하괴1리, 하괴2리, 하괴3리 |                        |

## 같이 보기
- 대한민국의 지리

## 참고 자료
- 이 문서에는 다음커뮤니케이션(현 카카오)에서 GFDL 또는 CC-SA 라이선스로 배포한 글로벌 세계대백과사전의 내용을 기초로 작성된 글이 포함되어 있습니다.

## 교육
- 가은초등학교 (왕능리)
  - 문양분교 (폐교) : 가은읍 전곡길 13-10 (전곡리)
  - 회양분교 (상괴리)
- 가은중학교
- 가은고등학교